# Gremlins
Gremlins (títol original en anglès: Gremlins) és una pel·lícula estatunidenca de 1984 dirigida per Joe Dante.

## Argument
La pel·lícula comença amb Randall "Rand" Peltzer, un modest inventor de qüestionable èxit. Viu en la fictícia comunitat de Kingston Falls i viatja a Chinatown de Nova York per vendre els seus invents i comprar un regal de Nadal per al seu fill Billy.
Finalment, troba a la petita botiga del Sr. Wing, un ancià xinès, un animal anomenat Mogwai (que significa en Cantonès "esperit maligne"). L'amo de la botiga no vol vendre l'animal però el seu net l'hi ven en secret a Rand. Encara que la criatura té un aspecte adorable i innocent, el net de l'amo adverteix a Rand que ha de respectar tres normes:
- No els pot tocar l'aigua.
- No es poden exposar a la llum.
- No poden menjar després de mitjanit.

Accidentalment es trenquen les normes i sorgeixen els Gremlins, el cantó dolent de la criatura, que a més a més es multiplica i sembra el pànic a la ciutat. Només amb l'ajuda de diversos amics el Billy aconsegueix aïllar els monstres en un cinema, que fan volar per tornar la pau a la localitat.

## Curiositats
- En un principi l'estrena estava planejada per Nadal, però es va avançar en comprovar que Warner Bros. no tenia un seriós competidor contra l'estrena estiuenca de Indiana Jones i el temple maleït de la Paramount.
- Al final, quan el vell botiguer xinès agafa a Gizmo, podem sentir a Gizmo dir "Baba", que significa "Pare" en xinès.
- Gizmo anomena «Keye Luke» al Sr. Wing, que és el nom real de l'actor.
- Durant el rodatge, Zach Galligan es va enamorar de Phoebe Cates.
- La dona gran del banc és un homenatge a la Malvada Bruixa de l'Est d'El màgic d'Oz (1939).
- Durant la convenció, mentre el pare del protagonista parla per telèfon, apareix de fons la màquina del temps de l'adaptació original al cinema del llibre d'H.G. Wells. Poc després, en tornar a l'escena, dues persones estan temptejant l'espai buit que hauria d'ocupar la màquina del temps.
- Quan el pare del protagonista parla per telèfon a la convenció de científics, passa per davant el robot de la pel·lícula Forbidden Planet.
- Quan el pare del protagonista està parlant per telèfon a la convenció de científics, passa per davant d'ell una espècie d'automòbil modern conduït per Steven Spielberg.
- Al principi de la pel·lícula, i després que el pare del protagonista compri el regal del seu fill, apareix un cartell on posa «Rockn' Ricky Rialto...», si ens fixem bé, és una clara al·lusió als cartells d'Indiana Jones.
- Per mantenir el suspens de l'aspecte de les criatures no se les va mostrar gaire en el tràiler, i en els cartells de cinema s'exposava l'actual pòster però sense el gremlin.
- Hi ha una escena en què estan tots els gremlins al cinema veient "Blancaneus i els set nans" i en un moment donat s'observen les ombres dels seus caps, i es pot apreciar el contorn de Mickey Mouse.
- A l'obra hi ha algunes referències a la pel·lícula ET, l'extraterrestre:

- Quan un dels gremlins talla el cable del telèfon diu: «Telèfon, ma casa», en referència a aquesta pel·lícula de Spielberg.
- Gairebé al final, quan en Billy està buscant al gremlin del floc de cabells a la botiga de joguines, s'amaga entre dos peluixos i el ninot del mig és un ninot d'ET.